# Frederick Beauchamp Seymour
Frederick Beauchamp Paget Seymour, 1.º Barão de Alcester, GCB (Londres, 12 de abril de 1821 — Londres, 30 de março de 1895) foi um comandante naval britânico. Foi comandante-em-chefe da Frota do Canal, entre 1874 e 1877 e da Frota do Mediterrâneo, entre 1880 e 1883.

## Filiação
Seymour era filho do coronel Sir Horace Seymour, e primo do 5º Marquês de Hertford. Era bisneto do 1º Marquês de Hertford.

## Carreira naval
Seymour entrou para a Marinha Real Britânica em 1834, e serviu no Mediterrâneo e no Pacífico. Foi por três anos ajudante de ordens do seu tio Sir George Seymour, e foi promovido a capitão de fragata em 1847. Serviu também na Birmânia. Foi comandante-em-chefe da Estação Austrália, de 10 de março de 1860 até 21 de julho de 1862 como comodoro segunda classe, a bordo do HMS Pelorus. Comandou a Brigada Naval, na Nova Zelândia, durante as Guerra Maori, de 1860 a 1861, e foi condecorado com a medalha de companheiro da Ordem do Banho por isso.
Em 1872, tornou-se Lorde Naval Júnior durante dois anos e, em seguida, comandante da Frota do Canal. Tornou-se vice-almirante em 31 de dezembro de 1876, e foi nomeado cavaleiro comandante da Ordem do Banho (KCB) em junho de 1877, e promovido a cavaleiro da grã-cruz (GCB) em 24 de maio de 1881. De 1880 a 1883 foi comandante-em-chefe da Frota do Mediterrâneo, e de 1883 a 1885, foi Segundo Lorde do Mar. Tornou-se almirante em maio de 1882.
Recebeu o título de Barão de Alcester (pronuncia-se "Alster"), de Alcester no Condado de Warwick, em 1882 por seu comando no bombardeamento de Alexandria (parte da Guerra anglo-egípcia) e nas operações subsequentes, na costa do Egito. Foi também homenageado com um subsídio parlamentar de 25 000 libras esterlinas, com a cidadania honorária de Londres e uma Espada de Honra.

## Vida pessoal
O Lorde de Alcester nunca se casou. Morreu em março de 1895, aos 73 anos, quando seu pariato se tornou extinto.